# Cave del Monte Giovo

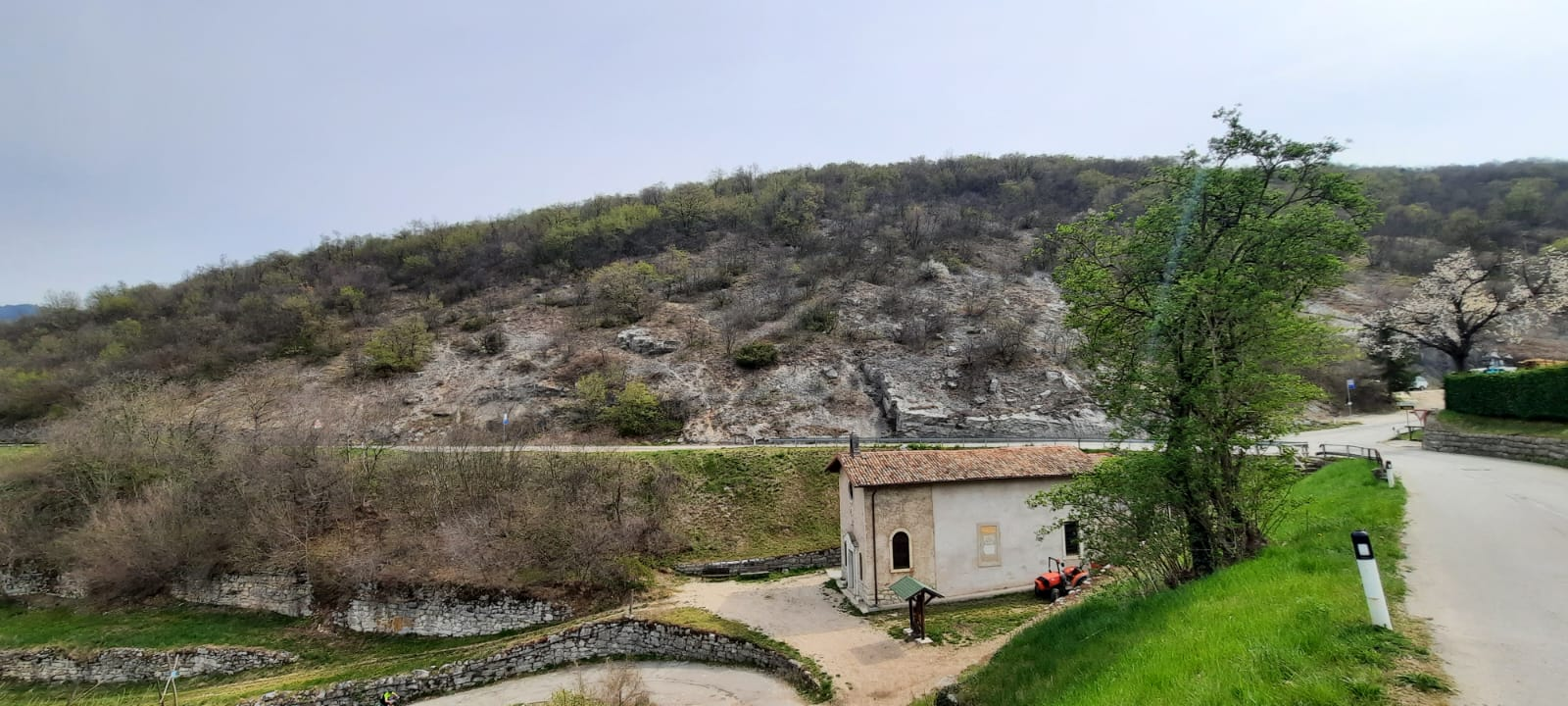
Versante occidentale del Monte Giovo, con evidenti tracce di attività estrattive. Ai suoi piedi è visibile la Cappella di San Rocco.

Le Cave del Monte Giovo sono delle cave di marmo e calcare situate nella frazione di Castione, parte del comune di Brentonico in provincia di Trento. 
Le cave di marmo del Monte Giovo sono note fin dal XVI secolo per i marmi policromi di grande qualità che da qui si estraevano. Numerosissime le varietà conosciute, quali: Giallo di Mori (o Oolite di S. Vigilio secondo i geologi), Mischio di Valcaregna, Pessatella, Brodefasoi, Salado, Canarino, Brocadello, Ziresol, Cors Brut, Rosso, Turchino ed il Giallo Castione. Come si evince dall'uso del termine “cave”, nel corso dei secoli, furono molteplici le cave aperte, sfruttate, abbandonate, riaperte in questa zona. Nel paese di Castione sopravvivono ancora oggi portali e cornici di finestre raffinati ed eleganti, testimonianza della passata attività estrattiva.

## Geologia
I terreni dell'area del Monte Giovo e delle relative cave sono stati ampiamente studiati dal punto di vista geologico e stratigrafico. L’ampia distesa di tufi, ialoclastiti e brecce vulcaniche, su cui sorge l’area di Castione, è testimonianza della forte attività vulcanica esplosiva sottomarina che interessò l'area durante l'età terziaria.
Nel versante occidentale del Monte Giovo troviamo la cosiddetta formazione dell'Olite di S. Vigilio, contraddistinta da calcari pseudo-oolitici di colore giallo ocra, attraversati da zebrature di color rosa e malva. L'assenza di stratificazione per diversi metri consente di estrarre i blocchi del cosiddetto Giallo di Mori, materiale estremamente pregiato. Con "Giallo di Mori" si intende un ampio giacimento di calcari gialli, nocciola e vinati, con venature di colore malva e rosa, del Giurese medio. La sua stratificazione in banchi da 2-3 metri permette di ottenere scavando grandi blocchi compatti ed idonei al taglio, come è stato fatto per secoli.
Le varietà di marmo estratte presero spesso il loro nome dalla rispettiva area di provenienza, come i marmi di colore rosso, giallo e viola estratti in località Valcaregna.
Tra i marmi principali estratti dalle cave di Castione celebri erano il Valcaregna, giallo con macchie violette e vene bianche, il Pessatella, grigio con strisce bianche ed il Salado, rosso di Francia.

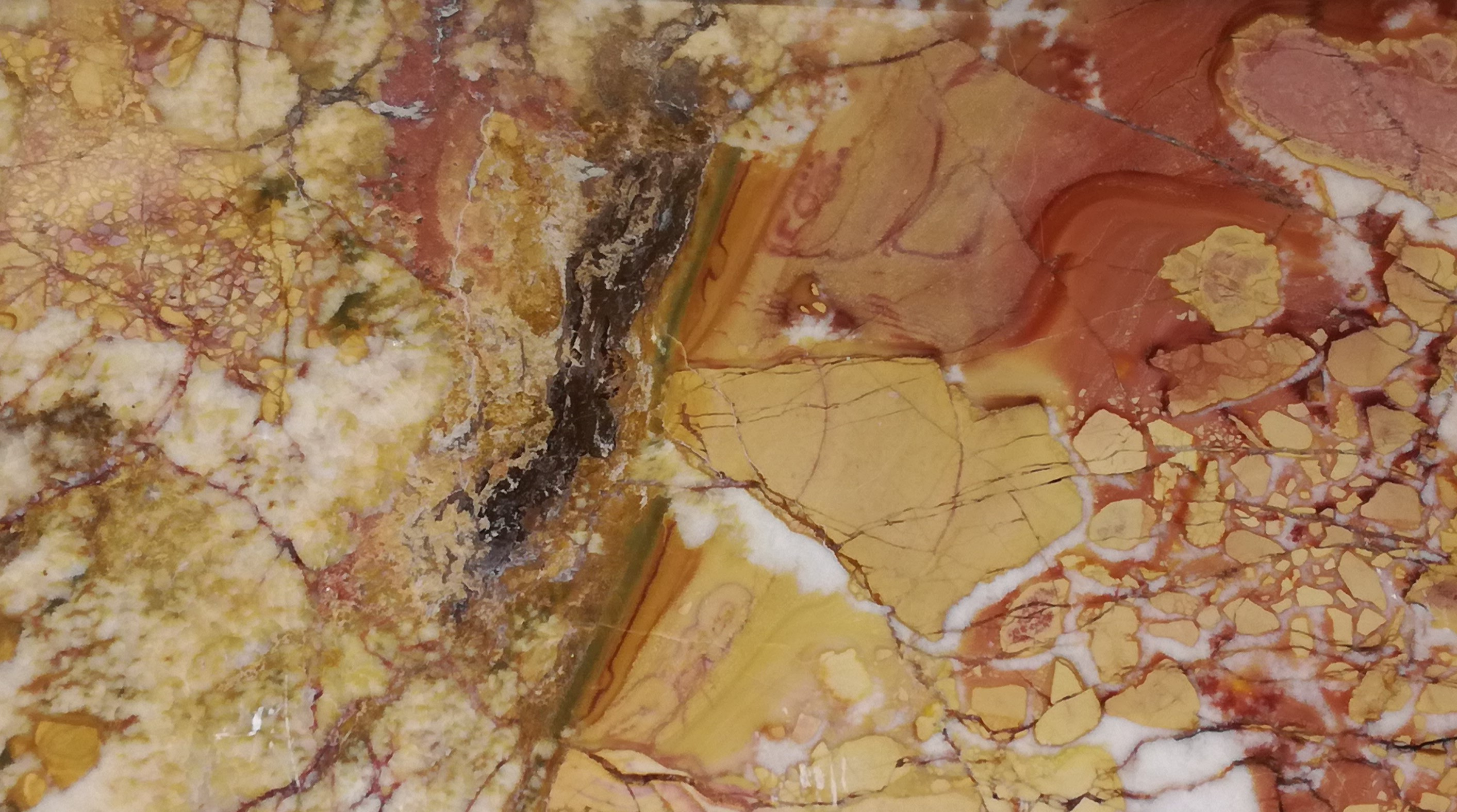
Marmo Valcaregna di Castione

Altri materiali in passato oggetto di estrazione, come pietra da taglio, sono i calcari nodulari di color crema parte della facies tipica del Rosso Ammonitico Superiore. I blocchi di Ammonitico Rosso, tuttavia, non avevano uno spessore particolarmente soddisfacente ai fini estrattivi, per ragioni di carattere geologico. L'obiettivo essenziale dell’attività estrattiva consisteva invece principalmente nel portare allo scoperto il marmo, o comunque il materiale oggetto d’interesse, occultato proprio dallo strato di Rosso Ammonitico che lo celava.
Il Biancone e la Scaglia Rossa invece, parte delle formazioni del Cretaceo, furono utilizzate prevalentemente come materiale per fondi stradali e massicciate in quanto non adatti alla lavorazione.
Negli strati superiori di roccia infine, risalenti al Giurassico medio-superiore, al di sopra del marmo, sono stati ritrovati numerosi fossili, tanto da guadagnarsi il soprannome di Corso delle bisse da parte dei cavatori, che scambiarono le forme circolari dei cefalopodi fossili per serpenti incastonati nella pietra arrotolati su se stessi.
| "Giallo di Mori"       | "Giallo di Mori"                                                           |
| ---------------------- | -------------------------------------------------------------------------- |
| Nome                   | Microsparite pellettifera                                                  |
| Tipologia              | Roccia sedimentaria                                                        |
| Caratteri macroscopici | Calcare giallo compatto, contraddistinto da macchie grigie e fiamme viola. |
| Età Geologica          | Giurassico Medio                                                           |
| Formazione Geologica   | Calcare Oolitico di San Vigilio                                            |
| Varietà                | Giallo broccato, Giallo antico, Giallo Oro                                 |
| Lavorazione            | Lucidatura, sabbiatura                                                     |

## Storia
Le cave di marmo di Castione risultano in attività almeno da diversi secoli; come strumento indiretto di datazione è possibile fare riferimento alle diverse opere architettoniche ancor oggi in parte visibili realizzate proprio con i materiali estratti da queste cave, quali l'altare maggiore del Duomo di Trento, risalente al 1600-1700.
Fin dal secolo XVI almeno, Castione, situato nell’area settentrionale del comune di Brentonico, tra il Monte Giovo ed il Dosso Alto, fu un importante centro per l’estrazione e la lavorazione di pietre da taglio, nonché una delle zone di produzione di marmo di maggior rilievo della regione trentina. Sono diverse infatti le formazioni rocciose utili ai fini estrattivi collocate a brevissima distanza dal paese.

Pur in mancanza di fonti solide al riguardo, si narra che le cave di marmo del Monte Giovo (da Mons Jovis appunto) fossero conosciute e sfruttate già in epoca romana, tanto che Catullo stesso avrebbe utilizzato materiali provenienti da Castione al fine di realizzare le proprie residenze termali a Sirmione.

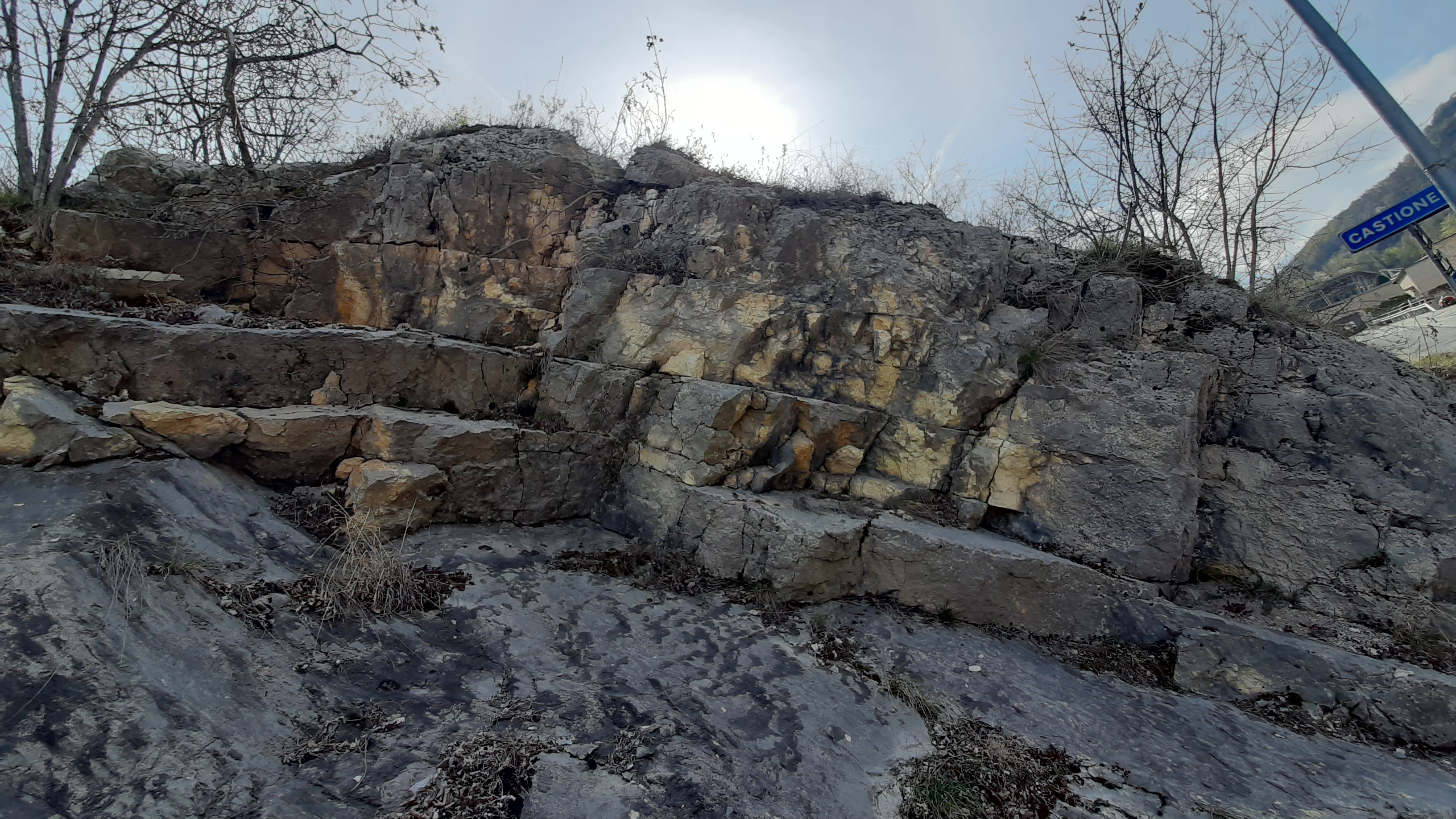
Cave di "Giallo Mori", nella variante locale "Giallo Castione", sul Monte Giovo

### XV-XVI secolo
Agli inizi del XV secolo, Castione passò sotto al dominio della Repubblica di Venezia. Come parte delle tradizionali prassi di conquista, in cambio dell’obbedienza e della fedeltà delle popolazioni locali, Venezia conferì una serie di “privilegi” giuridici ed economici: in particolare ai soli capifamiglia di Castione venne concesso il "diritto di scavo della pietra senza alcuna contribuzione".
Tra il XV ed il XVI secolo, i marmi di Castione furono venivano già impiegati per la realizzazione di portali, stipiti, caminetti e monumenti destinati a palazzi tridentini, del Ducato di Mantova e della Repubblica di Venezia.
Dalla seconda metà del XVI secolo, per proseguire poi durante il XVII ed il XVIII secolo, ebbe inizio l'attività di costruzione di altari barocchi. Gli altari lignei precedentemente prevalenti nell’area furono dal XVII secolo decisamente sostituiti dal preponderante interesse verso quelli in marmo in seguito proprio all’apertura delle cave di Castione e di Brentonico.

### XVII-XVIII secolo
Numerosi furono, nel corso dei secoli, le attività e gli individui che si dedicarono all’estrazione e alla lavorazione dei marmi di Castione; un noto esempio, tra il XVII ed il XVIII secolo, è costituito dai Benedetti di Castione, famiglia di scultori, marmisti e architetti, e dalla famiglia Sartori (vedasi ad esempio Antonio Giuseppe Sartori).
I marmisti in attività nell’area di Castione e Brentonico concentrarono in questo periodo la loro attività nella realizzazione di altari (ad esempio, l'altare maggiore della chiesa parrocchiale di Mori; da scultori o lapicidi essi si dedicarono progressivamente sempre di più anche ad attività di ambito architettonico. Migliaia furono le opere realizzate in questi secoli, destinate a committenze piccole e grandi, vicine e lontane: dall’Italia fino alla Polonia, passando per Slovenia, Croazia, Austria, Germania, Ungheria e Repubbliche Ceca e Slovacca.

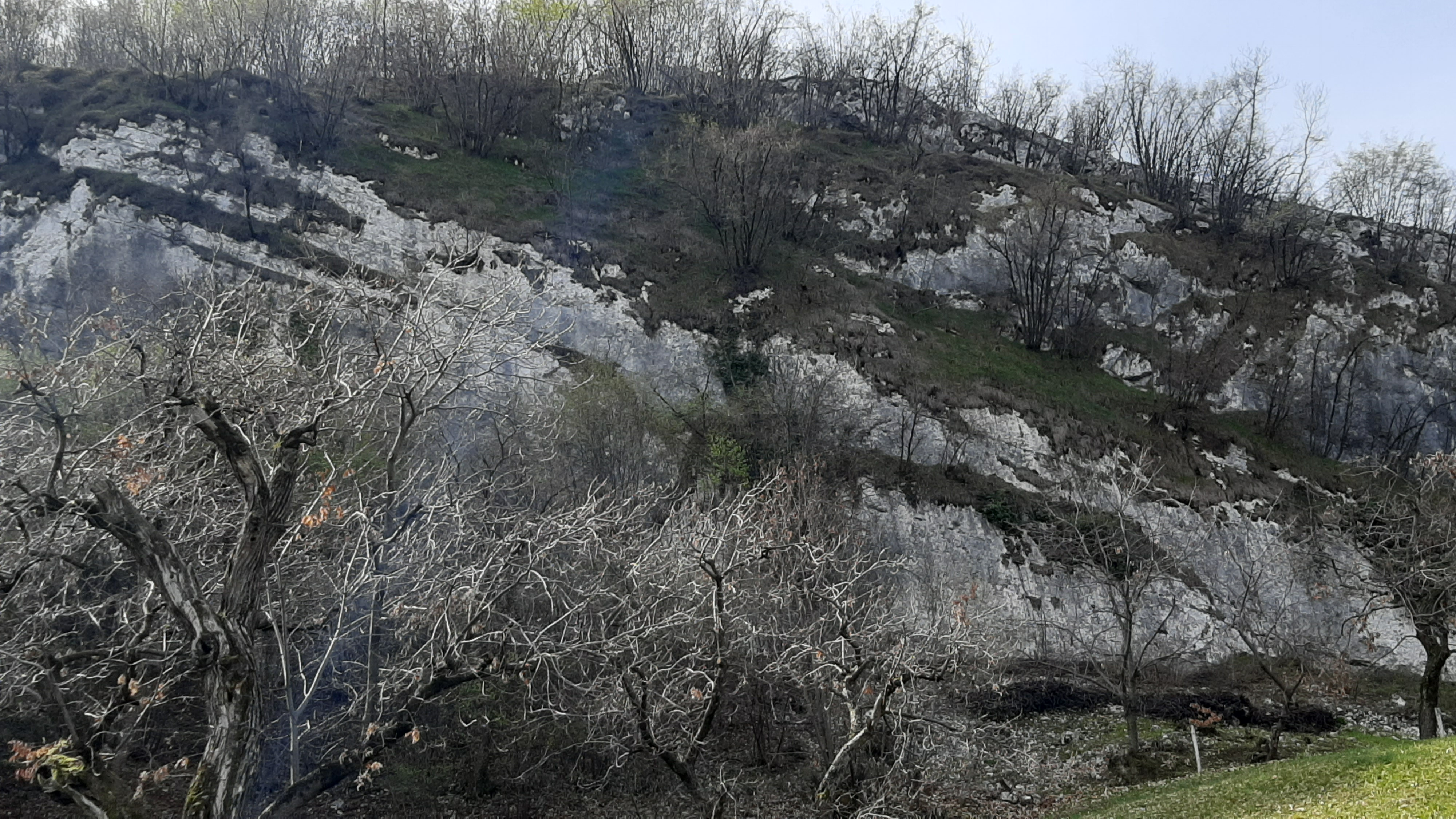
Resti della cava "Mischio di Valcaregna", situata sul versante occidentale del Monte Giovo.

Nel Seicento e nel Settecento, in concomitanza con la progressiva trasformazione da “arte” ad “industria” dell’attività scultorea locale assistiamo alla definitiva predilezione del marmo sul legno e, in particolare del marmo di Castione e Brentonico sui calcari marmorei di Trento e S. Ambrogio Veronese. Marmi con venature e colori rari diventarono sempre più richieste dalla committenza locale, incentivando le attività di estrazione e lavorazione.
La realizzazione di opere in marmo richiedeva necessariamente un importante capacità finanziaria nonché un'organizzazione della manodopera a livello “industriale”: assistiamo in questo periodo alla nascita di botteghe nelle quali il titolare controllava direttamente anche le cave vicine ed organizzava ed assumeva il personale richiesto, dagli scultori agli architetti ai cavatori ai lucidatori.
Tra fine Settecento e inizio Ottocento si assiste ad una prima crisi dell’attività di estrazione e lavorazione dei marmi a causa di vari fattori,  quali la nascita di una concorrenza di stuccatori e artefici in grado di produrre imitazioni di marmi rari a prezzi molto più bassi impiegando materiali di qualità nettamente inferiore, oltre che la progressiva riduzione delle commesse per la costruzione di altari, per ragioni di ordine storico. La separazione del Trentino dal Veneto e dalla Lombardia contribuì inoltre alla crisi del settore, dato che li si dirigevano parte delle esportazioni delle produzioni locali.
Questi ed altri fattori porteranno progressivamente alla scomparsa delle tradizionali botteghe artigiane ed artistiche specializzate nella lavorazione dei marmi e alla temporanea cessazione delle attività estrattive.

### XX secolo
Successivamente, verso la fine del secolo, l’area di Brentonico divenne oggetto di una generale ripresa economica, con l’introduzione del cooperativismo, le casse rurali, i consorzi agrari e la riapertura delle cave di Castione e dell’attività marmifera locale.
Tra XIX e XX secolo, l'attività estrattiva si concentrerà prevalentemente sul calcare giallo. Nella Seconda metà del Novecento, questo veniva impiegato principalmente nella realizzazione di pavimentazioni, rivestimenti, davanzali, gradini, stipiti, ecc. Importante, tanto da essere oggetto di esportazione in tutta Europa, era inoltre la produzione di banchi da bigliardo. Altra esportazione di rilievo era quella del marmo Giallo Castione destinato alla produzione industriale di piastrelle e pavimentazioni per interni.
Le tecnologie, i metodi e gli strumenti utilizzati per l’attività di scavo cambiarono naturalmente nel corso dei secoli. Solamente nella seconda metà del Novecento però il metodo tradizionale di estrazione tramite cunei di ferro, che venivano battuti fino all’apertura del blocco verso il basso, venne sostituito dal metodo del taglio a mezzo del filo elicoidale ed ancora successivamente dall’impiego di piccoli esplosivi.
 

Fino al 1964-1965, le ditte attive nell’attività estrattiva erano tre, per un totale complessivo di 5-6 cave ancora operative (dalle 11 ancora operative nel 1928). Una di queste era la cava S. Rocco, dalla quale si estraevano blocchi da sega caratterizzati da sfumature di colore molto varie; successivamente all'estrazione, essi venivano trasportati in alcuni laboratori artigianali vicini, specializzati proprio nella lavorazione del Giallo Mori.

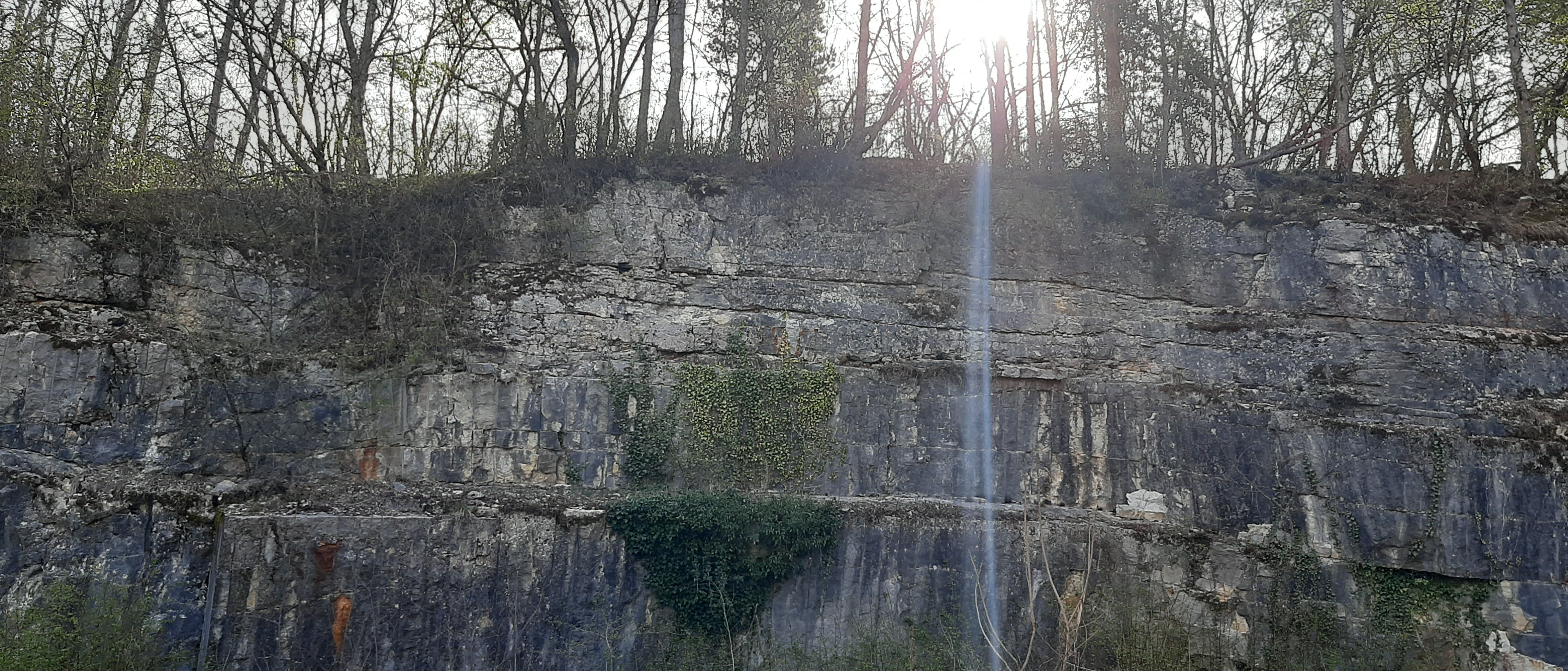
Cava "Giallo Castione", situata sul versante occidentale del Monte Giovo.

 Progressivamente, causa il calo progressivo della richiesta, il numero di cave e ditte impiegate nell’attività locale si ridusse. Le ultime due cave in attività si trovavano nella Preara di Monte Giovo, sulla strada per Brentonico; i blocchi estratti venivano trasportati e lavorati in una serie di capannoni situati a brevissima distanza sull’altro lato della strada. 
L’ultima ditta sopravvissuta, la Cooperativa Marmi Gialli, era sorta nel 1954; essa impiegava essenzialmente manodopera proveniente dalla frazione di Castione. Le ultime stime, prima della cessata attività, nel 1984, stimavano una produzione annua di 550-600 metri cubi di blocchi. Ancora negli anni Ottanta e Novanta, anche se al solo scopo di ottemperare a ordinativi speciali, qualche blocco veniva ancora estratto dalla cosiddetta cava di marmo “pesatela” sul Dosso Alto. L'ultima realizzazione fu l'antipendio della chiesa di Brentonico.
Tra i fattori che contribuirono alla cessazione delle attività di scavo elenchiamo l’impossibilità di estendere la zona di scavo, dato che il “banco buono” proseguiva al di sotto della strada verso Brentonico. Altro fattore fu il “boom” dell’industrializzazione roveretana, situata a relativa breve distanza; i salari maggiori e le migliori condizioni di vita contribuirono a disincentivare la manodopera locale dall'impiego in questo settore.